# Los Angeles Film Critics Association
Die Los Angeles Film Critics Association (LAFCA) wurde 1975 gegründet. Ihre Hauptaufgabe ist die jährliche Verleihung der Los Angeles Film Critics Association Awards an Mitglieder der (örtlichen) Filmwirtschaft, die in ihrer Berufssparte exzellente Arbeit geleistet haben. Die Preise werden jedes Jahr im Januar verliehen. Da die LAFCA-Awards jedes Jahr, gemeinsam mit den Golden Globe Awards, die erste Awardveranstaltung darstellen, gelten sie als ein wichtiger Wegweiser für die Academy Awards, welche meist Ende Februar oder Anfang März vergeben werden.
Zur Gründung der LAFCA hat vor allem Ruth Batchelor beigetragen, welche Journalistin für die L.A. Free Press und Korrespondentin für KTTV-TV war. Mit ihrer Antriebskraft wurde die erste Wahl für die LAFCA-Awards am 13. Februar 1976 im Cock 'n' Bull Restaurant. In diesem Jahr gab es noch keine offizielle Preisverleihung, diese wurde erst ab dem folgenden Jahr durchgeführt.
Heutiger LAFCA-Präsident ist Henry Sheehan, Vizepräsident ist Lael Loewenstein.
Mit zwei besonderen Awards werden jedes Jahr Veteranen des Films (Career Achievement Award) und die neue Generation geehrt (New Generation Award).
Die Verleihung findet jeweils im Januar statt. Geehrt werden wie bei den Academy Awards jeweils Leistungen des vergangenen Jahres.

## Kategorien
Die Preiskategorien des Jahres 2024 im Überblick:
| Kategorie                            | Originalbezeichnung(en)                                         | verliehen seit      |
| ------------------------------------ | --------------------------------------------------------------- | ------------------- |
| Bester Film                          | Best Picture                                                    | 1975                |
| Beste Regie                          | Best Director                                                   | 1977                |
| Beste Hauptrolle                     | Best Lead Performance                                           | 2022                |
| Beste Nebenrolle                     | Best Supporting Performance                                     | 2022                |
| Bestes Drehbuch                      | Best Screenplay                                                 | 1975                |
| Beste Kamera                         | Best Cinematography                                             | 1975                |
| Bestes Szenenbild                    | Best Production Design                                          | 1993                |
| Bester Schnitt                       | Best Editing                                                    | 2012                |
| Beste Filmmusik                      | Best Music Score                                                | 1976                |
| Bester nicht-englischsprachiger Film | Best Film Not in the English Language                           | 1975                |
| Bester Dokumentarfilm                | Best Documentary/Non-Fiction Film                               | 1988                |
| Bester Animationsfilm                | Best Animation                                                  | 1989                |
| Bester Nachwuchs                     | New Generation Award                                            | 1976                |
| Bester Experimental/Independent Film | (The Douglas Edwards) Experimental/Independent Film/Video Award | 1980                |
| Spezielle Erwähnung                  | Special Citation                                                | 1975 (unregelmäßig) |
| Lebenswerk                           | Career Achievement Award                                        | 1976                |

Ehemals ausgelobte Kategorien:
- 1975–2021: Bester Hauptdarsteller (Best Actor in a Leading Role)
- 1975–2021: Beste Hauptdarstellerin (Best Actress in a Leading Role)
- 1977–2021: Bester Nebendarsteller (Best Actor in a Supporting Role)
- 1977–2021: Beste Nebendarstellerin (Best Actress in a Supporting Role)

## Erfolgreichste Filme bei den LAFCA Awards
Hier erfolgt die Aufzählung jener Filme, welche in den jeweiligen Jahren, die meisten LAFCA Awards gewinnen konnten. Nur viermal (1977, 1993, 2005 und 2006), kam es vor, dass der Film mit den meisten Awards nicht auch noch den Preis für den Besten Film gewinnen konnte. Als erfolgreichster Film in der Geschichte der LAFCA kann der Film Sideways angesehen werden, da er nicht nur fünf Auszeichnungen gewinnen konnte, wie einige andere Filme auch, sondern zusätzlich auch noch einen zweiten Platz in der Kategorie Bester Hauptdarsteller belegte.
1975: Hundstage (Dog Day Afternoon) – [3 Auszeichnungen]
1976: Network und Taxi Driver – [je 3 Auszeichnungen]
1977: Julia – [3 Auszeichnungen]
1978: Coming Home – Sie kehren heim – [3 Auszeichnungen]
1979: Kramer gegen Kramer – [5 Auszeichnungen]
1980: Wie ein wilder Stier (Raging Bull) und Tess – [je 2 Auszeichnungen]
1981: Atlantic City, USA – [4 Auszeichnungen]
1982: E.T. – Der Außerirdische – [3 Auszeichnungen]
1983: Zeit der Zärtlichkeit – [5 Auszeichnungen]
1984: Amadeus – [4 Auszeichnungen]
1985: Brazil – [3 Auszeichnungen]
1986: Hannah und ihre Schwestern, Vogelfrei, Mona Lisa und Blue Velvet – [je 2 Auszeichnungen]
1987: Hope and Glory – [3 Auszeichnungen]
1988: Kleine Dorrit, Der Himmel über Berlin und Die Unzertrennlichen – [je 2 Auszeichnungen]
1989: Do the Right Thing – [4 Auszeichnungen]
1990: GoodFellas – Drei Jahrzehnte in der Mafia – [5 Auszeichnungen]
1991: Bugsy – [3 Auszeichnungen]
1992: Erbarmungslos – [5 Auszeichnungen]
1993: Das Piano – [5 Auszeichnungen]
1994: Pulp Fiction – [4 Auszeichnungen]
1995: Leaving Las Vegas – [4 Auszeichnungen]
1996: Lügen und Geheimnisse – [3 Auszeichnungen]
1997: L.A. Confidential – [4 Auszeichnungen]
1998: Der Soldat James Ryan – [3 Auszeichnungen]
1999: Insider – [4 Auszeichnungen]
2000: Tiger and Dragon – [4 Auszeichnungen]
2001: In the Bedroom, Iris und Moulin Rouge! – [je 2 Auszeichnungen]
2002: About Schmidt und Dem Himmel so fern – [je 3 Auszeichnungen]
2003: American Splendor, Lost in Translation, Der Herr der Ringe: Die Rückkehr des Königs und Das große Rennen von Belleville – [je 2 Auszeichnungen]
2004: Sideways – [5 Auszeichnungen]
2005: Capote – [3 Auszeichnungen]
2006: Die Queen – [4 Auszeichnungen]
2007: There Will Be Blood – [4 Auszeichnungen]
2008: Happy-Go-Lucky und Still Life – [je 2 Auszeichnungen]
2009: Tödliches Kommando – The Hurt Locker – [2 Auszeichnungen]
2010: The Social Network – [4 Auszeichnungen]
2011: The Tree of Life – [3 Auszeichnungen]
2012: The Master – [4 Auszeichnungen]
2013: Gravity – [4 Auszeichnungen]
2014: Boyhood – [4 Auszeichnungen]
2015: Mad Max: Fury Road – [3 Auszeichnungen]
2016: Moonlight – [4 Auszeichnungen]
2017: Call Me by Your Name und Shape of Water – Das Flüstern des Wassers – [je 3 Auszeichnungen]
2018: Roma, Burning und If Beale Street Could Talk – [je 2 Auszeichnungen]
2019: Parasite – [3 Auszeichnungen]
2020: Small Axe, Promising Young Woman und Ma Rainey’s Black Bottom – [je 2 Auszeichnungen]
2021: The Power of the Dog – [3 Auszeichnungen]
2022: Tár – [4 Auszeichnungen]
2023: The Zone of Interest – [4 Auszeichnungen]
2024: Anora – [3 Auszeichnungen]